# Tista Murk
Jon Battista Murk, dit Tista Murk, né le 15 avril 1915 à Müstair et mort le 18 août 1992 à Trun est un écrivain suisse de langue romanche.